# Kommende Muhde

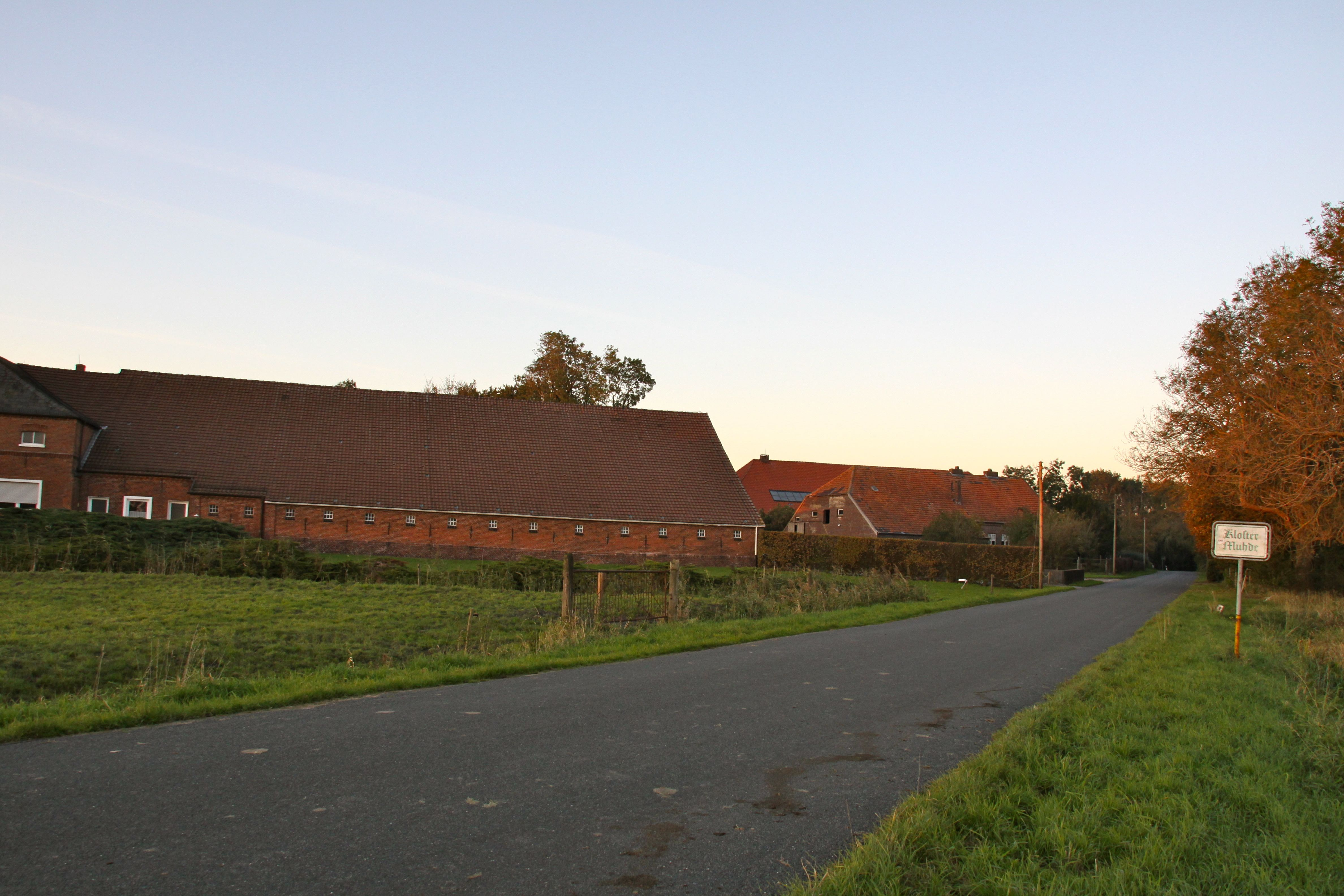
Landwirtschaftliche Gebäude auf dem Areal der ehemaligen Kommende Muhde.

Die Kommende Muhde war eine Kommende der Johanniter in Ostfriesland. Sie befand sich an der Einmündung der Leda in die Ems gegenüber von Leerort bei Leer. Diese Lage ist namensgebend gewesen (Muhde=Mündung). Muhde gehört neben Abbingwehr und Jemgum zu den bedeutenderen Häusern des Ordens in Ostfriesland. Obwohl erstmals 1490 Ordensschwestern genannt werden, dürfte Muhde, wie die anderen Niederlassungen des Ordens in Ostfriesland, seit Gründung eine Doppelkommende gewesen sein.

## Geschichte
Die Johanniter gründeten die Kommende um 1284 auf altem Besitz des Klosters Werden, den der Orden gekauft hatte. Erstmals wird sie am 8. September 1319 in einem Vergleich zwischen dem Johanniter-Kapitel in Burgsteinfurt und den friesischen Komtureien unter der Bezeichnung Lethemuda urkundlich genannt. Ein Name, der sich auf die Lage der Kommende an der Mündung der Leda in die Ems bezieht. Vor Ort bestand eine Vorgängersiedlung, die bereits um 900 in einem Heberegister der Abtei Werden genannt wird.
Durch seine Lage gelangte Muhde zu einigem Wohlstand. Die Einmündung der Leda in die Ems war ein wichtiger Standpunkt für die Emsschifffahrt. Über die Kommende bestand eine Verbindung der Johanniterniederlassungen in Bokelesch und Langholt nach Jemgum. Zudem besaß Muhde das Kirchenpatronat und damit möglicherweise auch Grundbesitz in Petkum (seit 1408) und Mitling (seit Beginn des 16. Jahrhunderts). Weiterhin betrieben die Johanniter die Vorwerke Petkumermönken und Coldemüntje sowie ab etwa 1420 die Vorwerke von Halte an der Ems, in Tergast, Steenfelde und Rhaude und zudem wahrscheinlich ein Grashaus (ebenfalls ein Vorwerk) in Muhde. In den Besitz dieser Güter, die zum Teil weit entfernt außerhalb des Overledingerlandes lagen, gelangte die Kommende in erster Linie durch Schenkungen. Diese bildeten die wirtschaftliche Basis der Kommende. Einen Teil der Ländereien bewirtschafteten die Johanniter selbst. Weite Ländereien verpachteten sie jedoch. Dies bescherte Muhde erhebliche finanzielle Einnahmen. In Muhde soll es der historischen Überlieferung zufolge einen Jahrmarkt gegeben haben, der möglicherweise zur Kirchweih abgehalten wurde. Dort wurden wahrscheinlich Vieh und Landesprodukte sowie Holzwaren aus dem Münsterland verkauft. Eindeutige Urkunden liegen hierüber aber nicht vor.
Bei der Belagerung der gegenüber gelegenen Festung Leerort soll Muhde 1514 durch Truppen Heinrich I. von Braunschweig-Wolfenbüttel gebrandschatzt worden sein.
Wenige Jahre später hielt um 1520 die Reformation Einzug in Ostfriesland. Dies bedeutete das langsame Ende für die Kommende. Graf Enno II. eignete sich einen Großteil ihrer Besitztümer an, indem er anordnete, dass alle Monstranzen und Kelche, alles Gold und Silber aus den Klöstern und Kirchen in Ostfriesland abzuliefern seien. In Muhde beschlagnahmte der Graf die Vasa Sacra der Klosterkirche im Jahre 1528. Die Kommende blieb aber mit beschränkter Selbständigkeit unter der Aufsicht des ostfriesischen Grafenhauses bestehen.
Am 28. Januar 1561 verkaufte der letzte Komtur von Muhde, Berend von Hage, die Besitztümer der Kommende, insgesamt etwa 180 ha Land sowie die Gebäude, gegen die geringe Summe von 200 Talern und eine jährliche Rente von 100 Talern, die auch zur Ausbildung seines Sohnes genutzt werden sollten. Die Gebäude der Komturei, Kapelle und Unterkünfte sowie Wirtschaftsgebäude, verfielen langsam. Ab 1556 wurden sie nach und nach wegen Baufälligkeit abgerissen. Wenige Jahre später wurde 1562 die Kapelle abgerissen, die Steine wurden für den Kirchenbau in Jemgum und für die Befestigung von Leerort wiederverwendet. Im Jahre 1566 war die Kommende vollständig abgetragen.
Der Landbesitz des Kommende wurde zum gräflichen Gut und in Pacht oder in Erbpacht vergeben. Das Dorf Muhde besteht heute aus drei großen Höfen und wenigen Privathäusern. Von der Kommende finden sich heute keine aufgehenden Mauerreste mehr. Lediglich einige Kellerfundamente sind im Boden vorhanden. Der Friedhof der Johanniterniederlassung wurde 1908 bei Ausschachtungsarbeiten entdeckt.
Bis dato ist keine Ansicht der Anlage bekannt. Vermutet wird, dass die Kapelle und eine dreiflügelige Klausur ein Rechteck gebildet haben, in dessen Innenhof das Klosterleben stattfand. Um diese Anlage herum standen die Wirtschaftsgebäude.